# 言文一致運動
言文一致運動（日语：／ Genbun icchi undō */?），是日本明治維新以來，語言、文學的近代化，主張言文一致，即藉由語言和文章的一致，使能自由並正確的表現思想、感情的文體改革運動。該運動發端於明治初期，經由二葉亭四迷、山田美妙、尾崎紅葉等作家在各自的作品中嘗試後，逐漸普及，演變成為現在的日本口語文，同時也是日本現代文學的起源。
言文一致運動也透過日治時代在日本內地求學的台灣學生，影響台灣社會、文學，引起台灣新文學運動（台灣日治時期新舊文學論戰）、台灣話文運動（台灣話文論戰）。

## 參閲
- 日本文學
- 台灣文學
- 台灣文學史
- 新文化运动

## 外部連結
- 言文一致運動 （页面存档备份，存于）
- 二葉亭四迷『余が言文一致の由来』 （页面存档备份，存于）
- . kotobank （日语）.
- . kotobank （日语）.
- . kotobank （日语）.